# Abbaye de Saint-Roman
L'abbaye de Saint-Roman est une ancienne abbaye troglodytique située sur le territoire de la commune de Beaucaire, dans le département du Gard, en France.
Propriété de la commune de Beaucaire depuis 1988, sa compétence déléguée a été transférée à la Communauté de Communes Beaucaire Terre d'Argence. Une délégation de service public ou concession est accordée à des opérateurs privés, sur appel d'offres, depuis l'ouverture au public en 1991.
L'abbaye est protégée au titre des monuments historiques : classement par arrêté du 11 décembre 1990 ; Les habitats troglodytiques du sommet de la colline : inscription par arrêté du 1er juin 1935.
Son existence est longtemps restée inconnue du grand public, ou connue des seuls cercles locaux,  mais elle fait l'objet d'une valorisation touristique de plus en plus marquée à partir du début du XXIe siècle.

## Histoire et occupation du site

### Préhistoire: premières occupations du site
Le massif calcaire où sera construite plus tard l'abbaye est parsemé de grottes. Celles-ci sont occupées par des tribus de chasseurs.

### VIIe–IXesiècles
L'abbaye est située sur un rocher calcaire en surplomb au-dessus de la confluence du Gardon et du Rhône.
La première mention écrite est le testament de l'évêque d'Arles Manassès vers 963. Le texte ne nous donne pas de précisions sur l'époque de sa fondation.
Le monument a fait l'objet de nombreuses spéculations sur l'origine paléochrétienne de cette communauté monastique. Les historiens beaucairois anciens ont voulu voir dans les tombes de la chapelle une ressemblance avec des catacombes de la fin de l'antiquité. Le vocable de saint-Roman évoquait Romain de Condat, mais les réflexions plus récentes pencheraient pour Roman (martyr) de Rome.
Même si la fondation est probablement antérieure au IXe siècle, le programme collectif de recherche (2018/2022) n'a pas, dans l'état actuel des fouilles et de la reprise méthodique des archives, pu trouver d'éléments de datation antérieurs.

### XIe–XIVesiècle: époque romane
L'abbaye est citée en 1008 dans le cartulaire de l'abbaye de Psalmody, puis en 1099 dans les biens de l'abbaye dans une bulle du pape Urbain II. On ne sait pas si l'abbé de Psalmody exerçait déjà son autorité sur l'abbaye de Saint-Roman. On peut le supposer puisque les moines de Saint-Roman veulent s'en soustraire. Le 29 mars 1102, l'archevêque d'Arles Gibelin de Sabran inféode Saint-Roman à Abbaye de Psalmody. Saint-Roman apporte ses nombreuses possessions et devient un simple prieuré. L'archevêque d'Arles rappelle la grande la haute antiquité de Saint-Roman qui garde l'administration séparée de ses biens propres. En septembre 1203, le comte de Toulouse, Raymond VI, accorde au prieur les justices du lieu et tènement de Saint-Roman. En juin 1268, le sénéchal de Beaucaire, Saulx-Bernard, prend une décision concernant les droits de pacage à l'avantage de Beaucaire qui opposaient les habitants de Beaucaire avec l'abbaye mais le prieur y gagne la possession d'une maison dans la ville de Beaucaire. À la fin du XIIIe siècle, les moines sont chassés de l'abbaye sans que l'on puisse préciser pour quelle raison et par qui. En 1310, Philippe IV le Bel ordonne au sénéchal de les réinstaller.
L'abbaye comprend alors une chapelle, des cellules monastiques, quelques autres salles et une nécropole, le tout creusé dans la pierre.
Au XIVe siècle, l'abbaye est fortifiée. Dès 1230 on parle de l'abbaye comme d'un castrum. Un fossé est creusé tout autour et des murs sont élevés.  
En 1363, le pape Urbain V fonde un studium à Saint-Roman où des adolescents, futurs clercs ou jeunes gens doués, pauvres ou riches, peuvent recevoir une instruction la plus large, être nourris et habillés gratuitement. Ce studium va perduré une cinquantaine d'années.

### XVIesiècle: édification d'un château
En décembre 1537, Psalmody se sécularise en collège de chanoines à Aigues-Mortes. Les moines quittent également Saint-Roman. Pour faire face aux frais de l'érection en chapitre, l'abbaye est vendue à un particulier d'Aigues-Mortes, Franc de Conseil, le 14 juin 1538. L'abbaye n'est plus alors qu'un fief laïque. Le propriétaire fait alors élever un petit château en se servant des pierres de taille du site. Il y loge son fils Nicolas qui y meurt pendant les troubles des guerres de religion. Les successeurs sont les Porcellets qui n'y ont pas résidé. Leur gendre Brancas-Rochefort s'y est réfugié pendant la peste de 1722. À cette époque, la chapelle est déjà ouverte aux vents. Les restes de l'abbaye se sont transmis dans différentes familles nobles provençales. Le dernier seigneur de Saint-Roman est Isidore de Forbin, dont la descendance est représentée par la branche de Forbin des Issarts fait vendre les pierres de taille du site dont la ruine fait débutée à la Révolution française. Aux XIXe siècle, un propriétaire jugeant l'entretien trop onéreux fait démolir les murs.

### XXesiècle: déblaiements et restaurations
La Société d'Histoire et d'Archéologie de Beaucaire débute des fouilles à partir des années 1960. La commune de Beaucaire devient propriétaire de l'abbaye en 1988, fait classer le monument et entreprendre les premiers travaux et aménagements pour ouvrir le site à la visite.

### XXIesiècle: reprise des fouilles, des travaux et promotion touristique
Sous l'impulsion de la Communauté de communes Beaucaire Terre d'Argence, des études sont reprises pour conforter le monument, entreprendre des restaurations et améliorer le cheminement de visite. Le Ministère de la culture demande alors la mise place d'un programme collectif de recherches (PCR) confié à un archéologue de la société Eveha entouré d'une équipe pluridisciplinaire.
Un colloque clôturant ce cycle de recherches réunira archéologues et historiens à l'automne 2022.
L'Office du tourisme communautaire lance par ailleurs des évènements comme les « apéros panorama ». Il s'agit d'évènements au cours desquels, en plus d'une visite culturelle et historique du site, une possibilité de restauration et de dégustation de vins sont offertes.

## Descriptif du site
Les visiteurs peuvent contempler les restes de différents éléments de l'abbaye et du château. Se côtoient ainsi les tombes des premiers moines et les fortifications du XIVe siècle. un dépliant en couleur distribué à l'entrée par le gestionnaire du site mentionne :
- la chapelle abbatiale
- des tombes rupestres sur la terrasse
- des cellules monastiques
- un pressoir à vin médiéval
- une grande salle
- des fortifications
- un fossé, une rampe et un pont

## Photos de l'abbaye

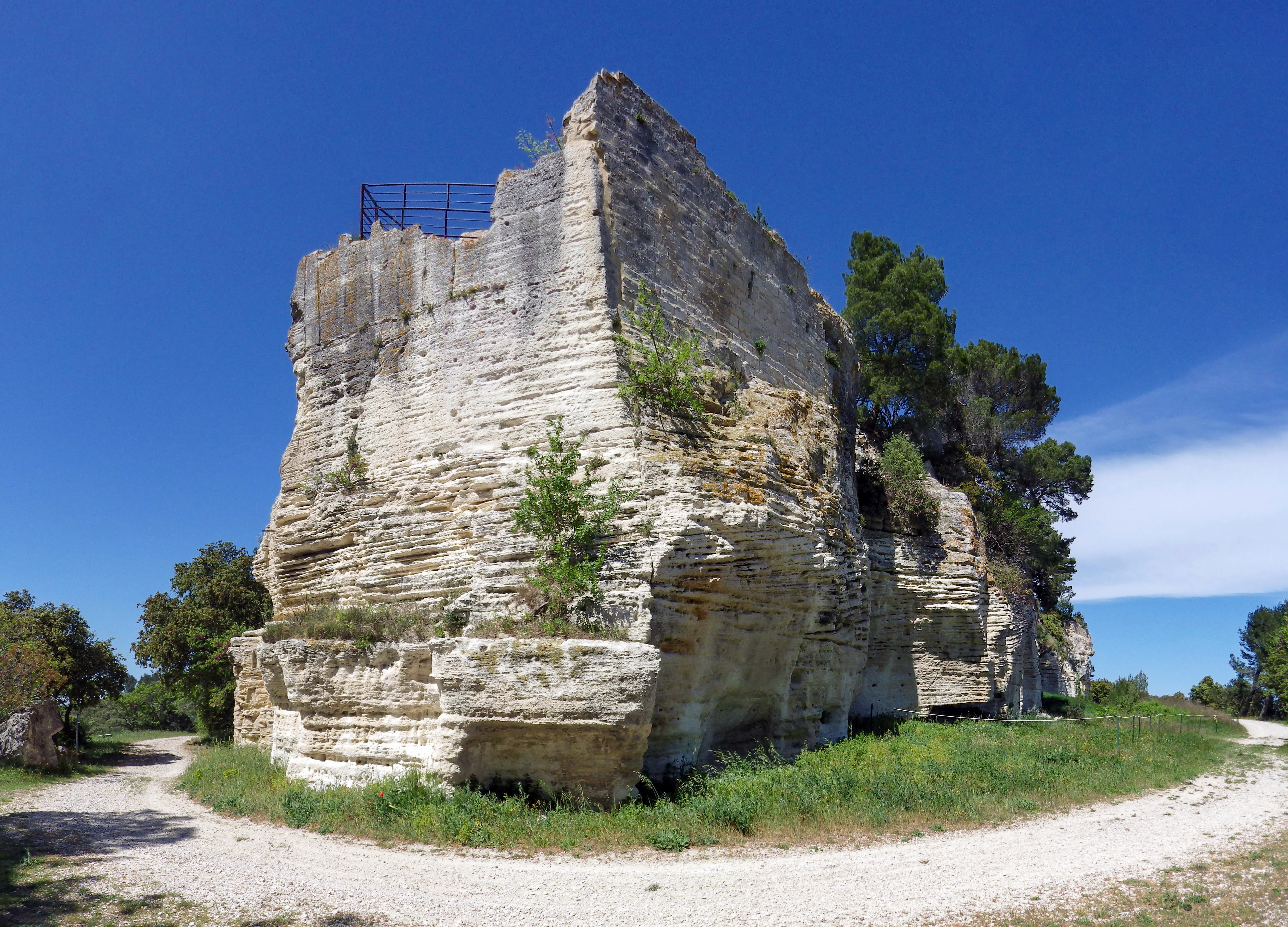
Le rocher où se trouve le monastère.
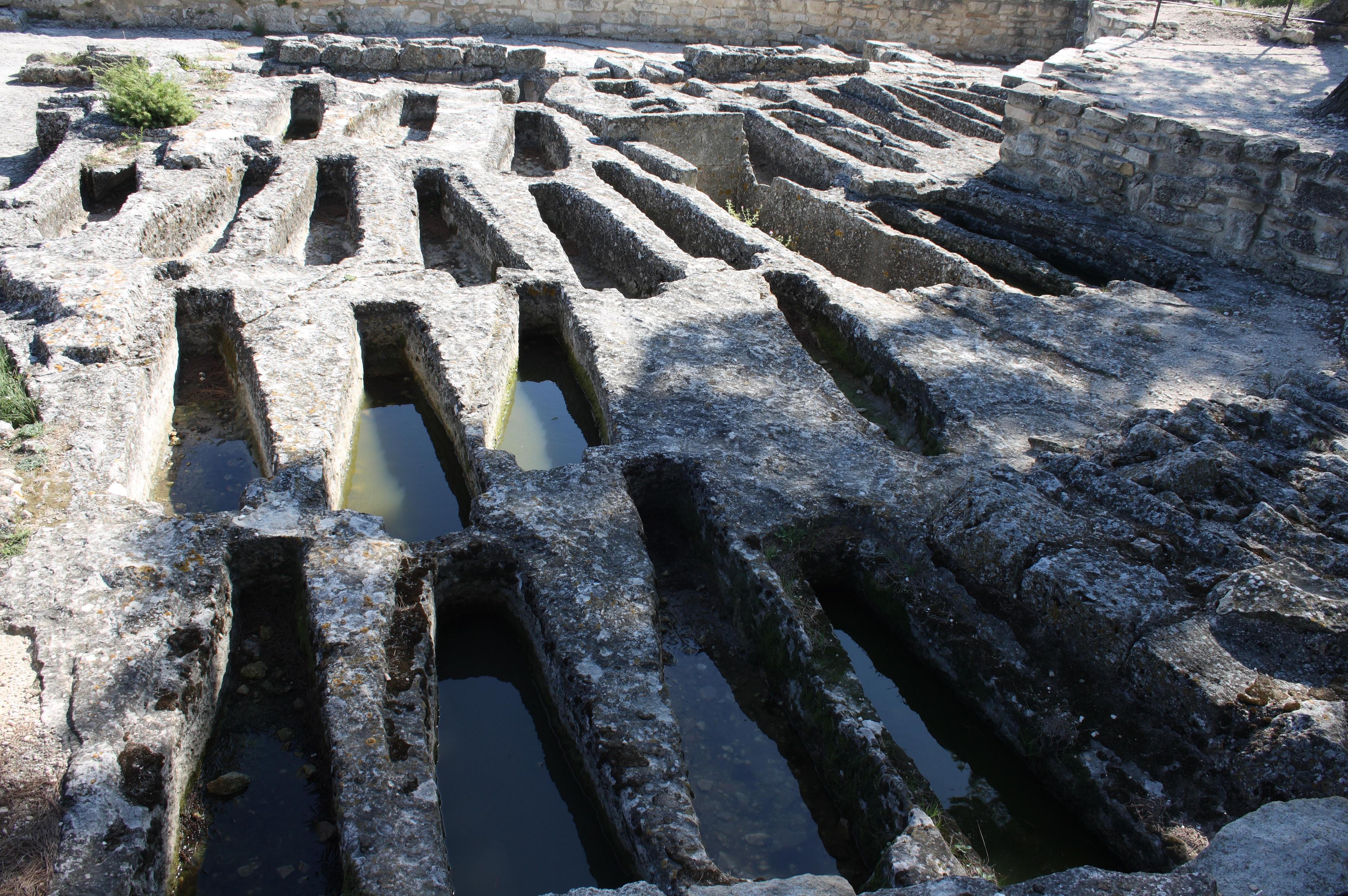
Nécropole de l'abbaye.
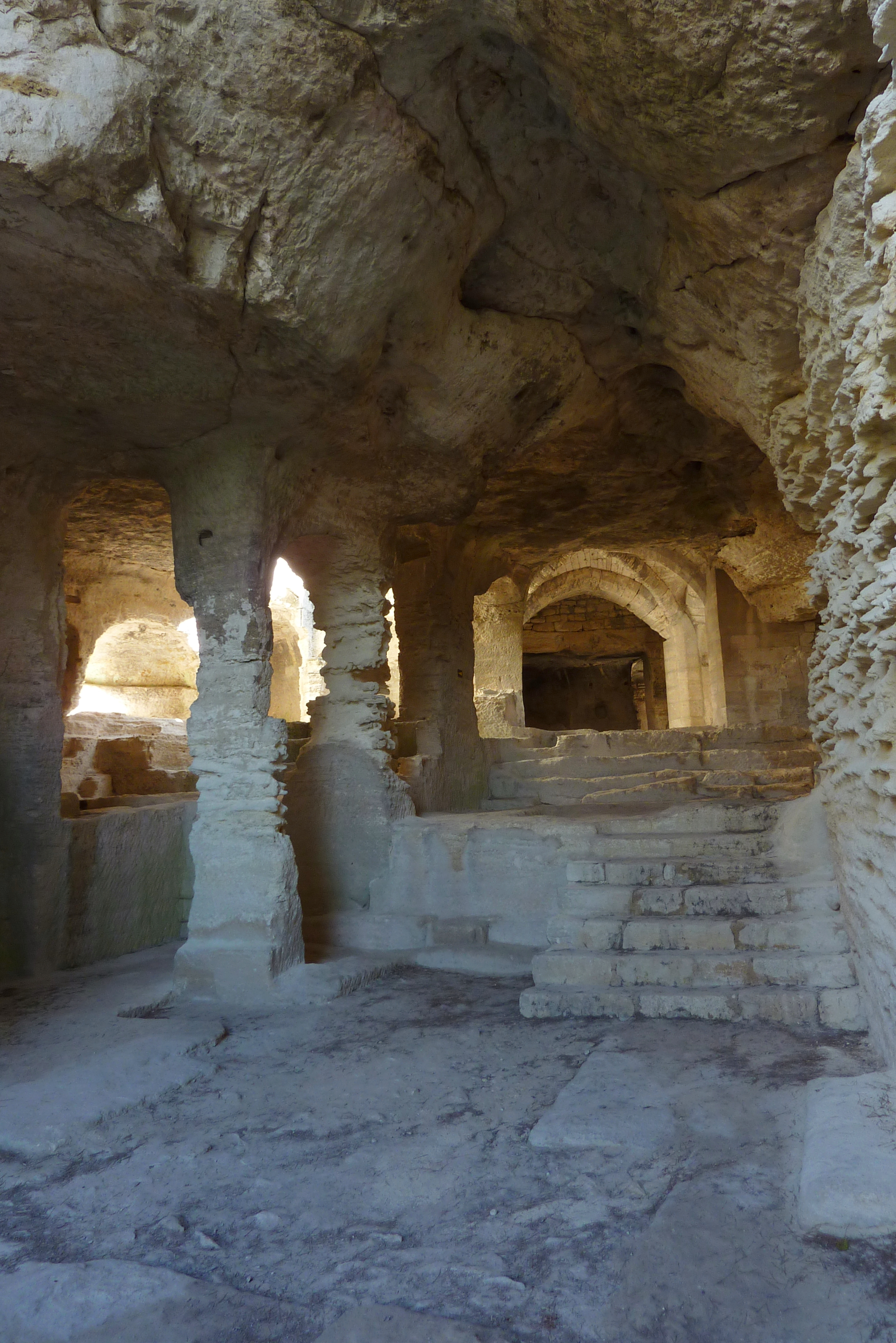
Intérieur de la chapelle.
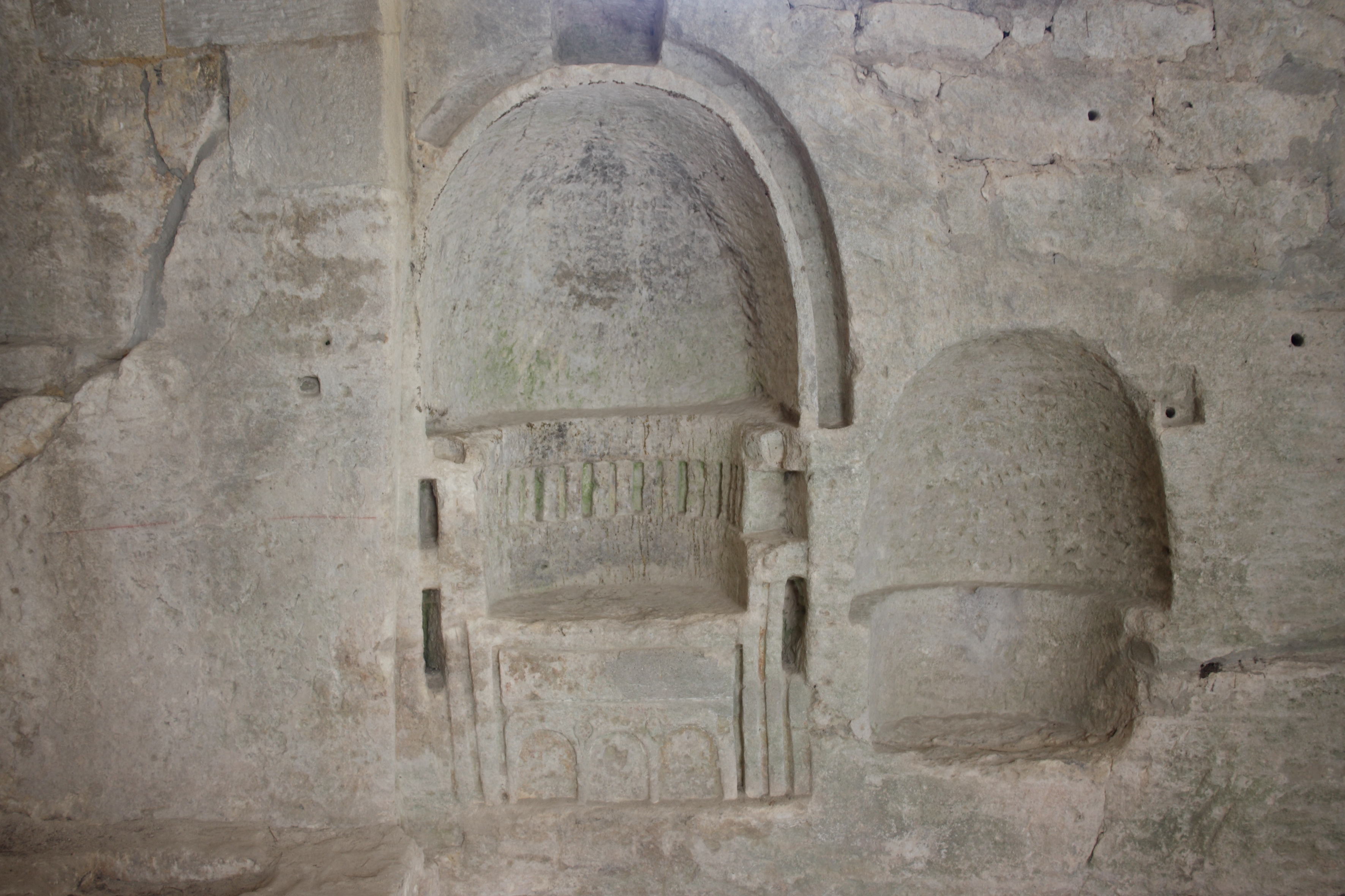
Sièges de l'abbé et du prieur excavés dans la chapelle.
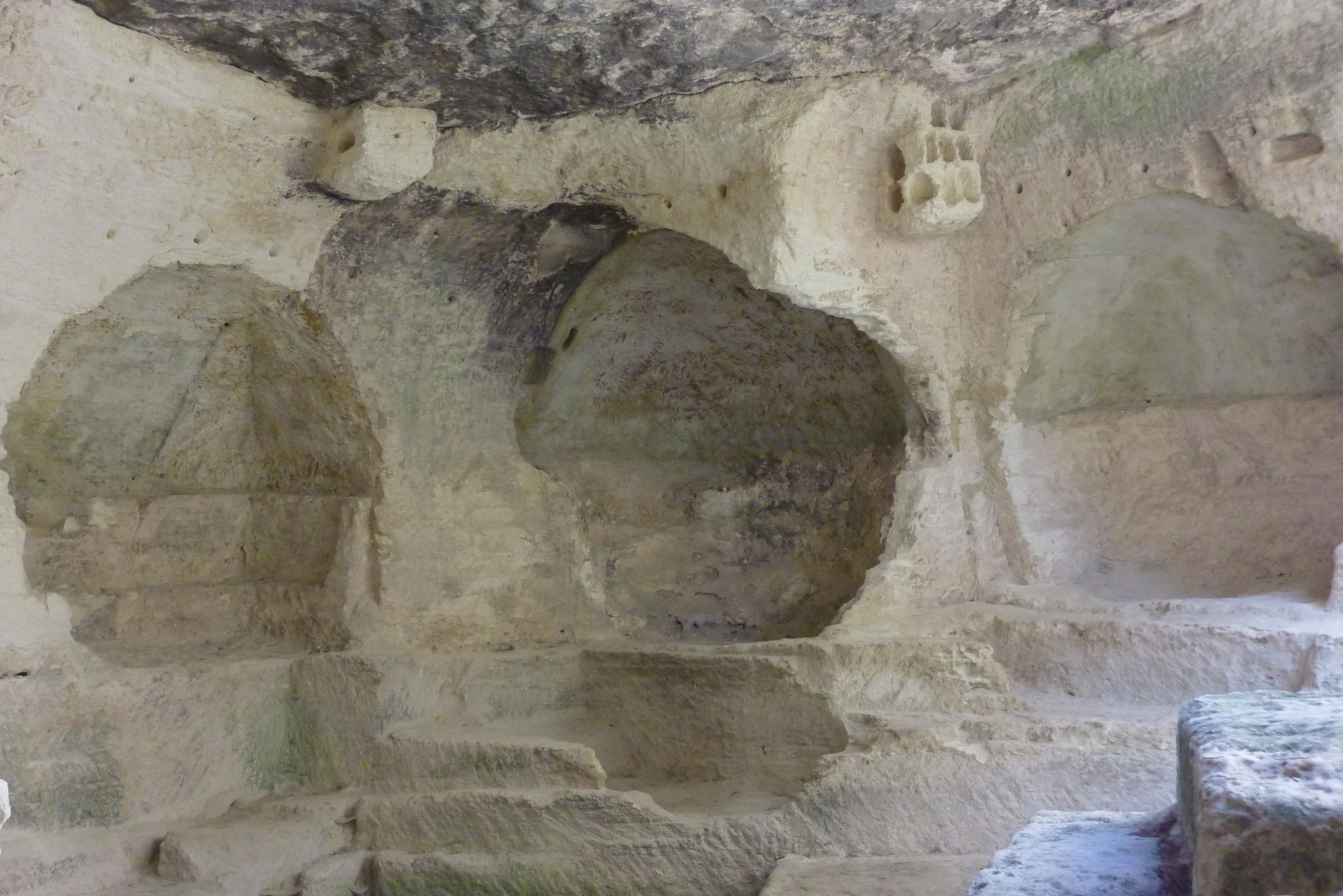
Détail de la chapelle avec supports de lampes à huile.